# Mihályfy László
Mihályfy László (Miskolc, 1938. július 20.) Balázs Béla-díjas magyar filmrendező, operatőr. Testvére Mihályfy Sándor (1937–2007) filmrendező, forgatókönyvíró.

## Életpályája
1956–1961 között az Iparművészeti Főiskola textil- és díszlettervező szakán tanult. 1961-től díszítőfestő és grafikus volt. 1964–1968 között a Színház- és Filmművészeti Főiskola film- és televíziórendező szakos hallgatója volt. 1968-tól a Mafilm munkatársa. 1969-től tv-, 1984-től játékfilmrendező.

## Filmjei
- Napóleon udvara (1965)
- Vissza a városba (1968)
- Szeressétek Odor Emiliát! (1970)
- "Mink keveset adunk az embernek" (1971)
- Fellebbezés (1972)
- Nevelésügyi sorozat I.-V. (1973-1975)
- Győztesek (1974)
- Filmdokumentum (1975)
- Nők Magyarországon (1976)
- Szökevény (1977)
- Szocioportré (1977)
- Tordas (1978)
- Leszek a cselédje (1978)
- Etiópiai fiatalok között (1978)
- Idézés (1979)
- Bagóhegy boszorkánya (1979)
- Indul a bakterház (1980)
- Pölöskei história (1981-1982)
- Élni a rák után (1984)
- Higgyetek nekem! (1985)
- Városi talaj és etnikai lélek (1985)
- A kiskörei vízlépcső (1988)
- Halálfa (1990)
- Szabadságünnep (1991)
- Egy ember becsületéért (1991)
- Gyermekáldozat (1992)
- Rongyosforradalom (1992)
- Éjszakai exodus (1992)
- Fohász és fogadalom (1992)
- Tábor a város szélén (1992)
- A nyomozás (1992)
- Mankótok nem vagyok (1992)
- Hajléktalansirató (1993)
- Vér és mosoly (1993)
- Az utolsó katona (1995)
- Két szökevény (1995)
- A búcsúzás (1995)
- Mi is emberek vagyunk (1995)
- Visszaesők (1996)
- Magna Hungaria (1996)
- Igazságtétel (1998)

## Díjai
- Miskolci nagydíj (1976)
- oberhauseni nagydíj (1982)
- a filmszemle különdíja (1999)
- Balázs Béla-díj (2000)